# Slottet Bran
Bran (tyska: Törzburg, ungerska: Törcsvár) är ett slott i Transsylvanien i Rumänien. Det ligger i Bran, nära gränsen till Valakiet, och 30 kilometer från Brașov.
Slottet Bran byggdes 1212 av Tyska orden.
Slottet Bran marknadsförs som "Draculas slott", och det finns en ihärdig myt om att Vlad Ţepeş ska ha bott där, men varken den verklige Dracula eller Bram Stokers påhittade figur bodde på slottet. Vlad Ţepeş finns inte omnämnd i någon information som tillhandahålls på slottet, men han tros ha suttit i fängelse där i två dagar. Vlad Un Ţepeş riktiga slott är Poenari slott. Bram Stoker, som själv aldrig besökte Rumänien, förlade sitt slott vid Borgopasset, som ligger 20 mil norr om Bran, mellan Moldova och Transsylvanien.